# Sträckbänk

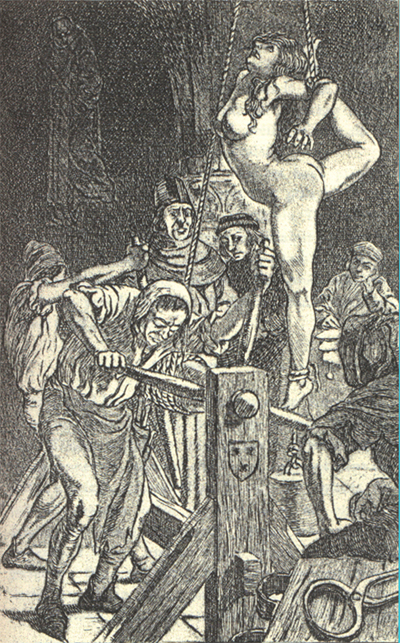
Practica officii inquisitionis, av Martin van Maële

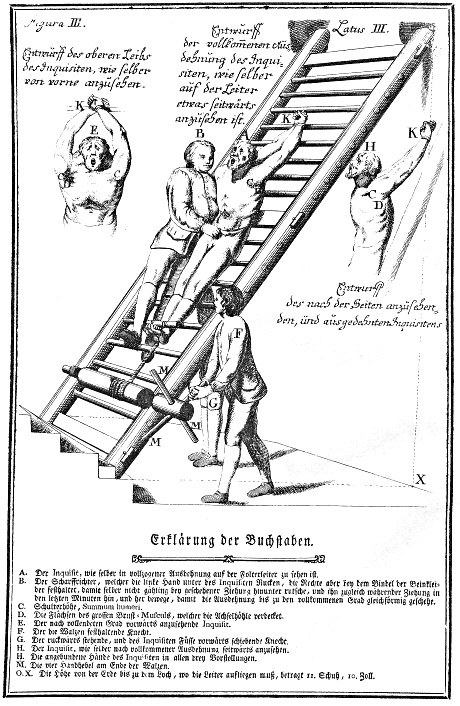
Sträckbänk i Constitutio Criminalis Theresiana från 1768.

Sträckbänk var ett tortyrredskap som var i bruk under flera hundra år. Framför allt under medeltiden användes det för att få anklagade att erkänna sina brott.  Tortyroffrets kropp drogs ut och tänjdes i sträckbänken. Det var mycket smärtsam och orsakade skador på kroppen.  Sträckbänken bestod av en bänk eller en nästan horisontellt liggande stege. Tortyroffrets händer bands fast i ena änden och runt fötterna bands ett rep som drogs åt motsatt håll. Kroppen drogs ut och tänjdes genom att repet  sträcktes med hjälp av till exempel en vals och ett hjul eller påhängda vikter.  